# Sfânta Duminică
Sfânta Duminică este personificarea zilei întâi, un personaj cu rol de ajutor și inițiator al eroului principal al basmelor românești, Harap-Alb, Povestea Porcului.
Este imaginată ca o bătrână simpatică care locuiește dincolo de Apa Sâmbetei, într-o casă modestă, păzită de un câine mare numit alegoric Ușor-ca-vântul-greu-ca-pământul. Sfânta Duminică dispune de diverse instrumente magice, pe care le dăruiește unor eroi. Printre acestea un brâu cu care cel ce se încinge poate traversa orice apă ca pe uscat.